# シュードモナス・メンドシナ
シュードモナス・メンドシナ(Pseudomonas mendocina)とは、シュードモナス属のグラム陰性細菌である。2000年に行われたシュードモナス属の16S rRNA系統解析によりP. aeruginosaグループに位置づけられた。

## 特徴
Pseudomonas mendocinaはグラム陰性の好気性桿菌である。単一の極鞭毛を有している。
デンプンおよびマルトースを炭素源として利用できず、この特徴はP. mendocinaの発見の理由となった。この特徴は、同じシュードモナス属菌であるP. stutzeriにはなく、デンプンまたはマルトースが唯一の炭素源である培地で両菌種を明確に区別することができる。1969年に、アルゼンチンのメンドーザでP. stutzeriとして単離された菌株の研究過程で上記の区別によりP. stutzeriとは異なる菌株としてP. mendocinaは発見された。
また、視覚的な特徴も、P. stutzeriを含む他の多くのシュードモナス属菌とは異なる特徴を有している。コロニーの外見は、平坦で滑らかでバター様であり、色は褐色がかった黄色である。この黄色は菌体内部のカロテノイド色素による。
P. mendocinaは土壌微生物であり、様々な場所に生息している。中国の沿岸都市である天津の農耕土壌から単離されている。フランスのリクヴィールからは重金属汚染耐性菌株が発見された。多くの地域から単離されていることから、P. mendocinaは世界中に存在していると考えられている。

## 病原性
発症はまれだが、ヒトに感染する。健康であっても、長期間の最近の被爆または重傷した後に感染した例がある。P. mendocina感染症はアルゼンチン、デンマーク、イスラエル、シンガポールなどの地域で報告されている。心内膜炎や椎間板炎などの院内感染を引き起こす。

## バイオレメディエーションへの利用
有害な有機溶媒であるトルエンを分解するため、バイオレメディエーションへの利用が研究開発されている。また、トルエン分解に関与する遺伝子は明らかになっており、トルエン分解能を持つ他のシュードモナス属菌P. putidaにその遺伝子を組みことができる。
トルエン分解菌とは別に、難生分解性の農薬であるペンタクロロフェノールの分解活性を持つNSYSU株が発見されている。ペンタクロロフェノールを配合した培地で生育させた実験では、このNSYSU株はペンタクロロフェノールを栄養素として代謝し、最終的に完全に分解した。このとき、有害な物質は産生されなかった。

## 有機合成への利用
中国で単離された菌株に、グルコースのみで生育させてポリヒドロキシアルカノエートを合成する能力を持つ。

## 基準株
ATCC 25411 

CCUG 1781 

CFBP 2434 

CIP 75.21 

DSM 50017 

JCM 5966 

LMG 1223 

NBRC 14162 

NCCB 76043 

NCTC 10897 

VKM B-972